# NGC 4603B
NGC 4603B (другие обозначения — ESO 322-48, DCL 114, PGC 42460) — спиральная галактика с перемычкой (SBb) в созвездии Центавр.
Этот объект не входит в число перечисленных в оригинальной редакции «Нового общего каталога» и был добавлен позднее.